# Avonturenfilm
De avonturenfilm is een filmgenre. Bij avonturenfilms worden vaak exotische locaties gebruikt. Deze locaties worden op een energieke manier, door middel van bijvoorbeeld reizen, veroveringen, verkenningen, strijd en confronterende situaties, getoond aan een groot publiek.
Subgenres van het avonturengenre zijn mantel- en degenfilms, rampenfilms en historische drama's - vrijwel gelijk aan het epic-filmgenre. Veelvoorkomende plotelementen zijn expedities naar verloren continenten of gebieden, zoektochten naar machtige of kostbare voorwerpen of schatten of heroïsche ontdekkingsreizen in onontdekte gebieden. Avonturenfilms spelen zich typisch af in een jungle of woestijn, regelmatig in een vroeger tijdperk, binnen historische context. Koningen, veldslagen, rebellie en piraterij zijn veelvoorkomende elementen binnen dit genre.
Avonturenfilms worden soms gecombineerd met andere genres, zoals sciencefiction, fantasy en oorlogsfilms.

## Opkomst
Het avonturenfilms bereikten hun populariteitshoogtepunt in de jaren 30-40, toen films als Captain Blood, The Adventures of Robin Hood en The Mark of Zorro werden uitgebracht met grote sterren, onder wie Errol Flynn en Tyrone Power, die nauw geassocieerd werden met dit genre.
In de beginperiode van het genre waren de protagonisten voornamelijk mannelijk. Deze helden waren moedig, beheersten meestal een hoog niveau van vechtkunst en deinsden nergens voor terug. De laatste jaren is dit teruggelopen, met als bekendste voorbeeld Lara Croft.

## Populaire concepten
- Een bandiet die vecht voor rechtvaardigheid, of tegen een tiran strijdt (bijvoorbeeld Robin Hood, Zorro of Star Wars)
- Spannende en gevaarlijke situaties waaruit het personage moet ontsnappen.
- Piraten (bijvoorbeeld Captain Blood of Pirates of the Caribbean)
- Een reis of zoektocht naar bijvoorbeeld een verloren stad of een verborgen schat (bijvoorbeeld King Solomon's Mines of Indiana Jones)
- Allegorische thema's als maatschappelijk commentaar (bijvoorbeeld Planet of the Apes of Star Trek)

### Enkele voorbeelden
- The Jewel of the Nile
- The Blue Lagoon
- King Kong
- De Indiana Jonesfilms
- De films uit de The Mummy-reeks
- De films uit de Pirates of the Caribbean-reeks
- The Librarian: Quest for the Spear